# La Costa (cantante)
La Costa, pseudonimo di LaCosta Tucker (Seminole, 12 dicembre 1951), è una cantante di musica country statunitense.

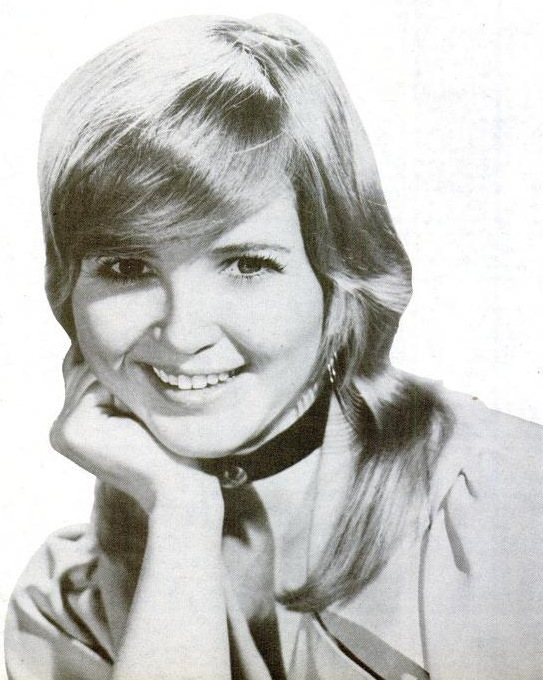

Sorella maggiore di Tanya Tucker, fu attiva soprattutto negli anni '70 e anni '80, pubblicando 5 album con l'etichetta Capitol Records.
Tra i singoli, il suo maggior successo fu Get on My Love Train del 1974, che raggiunse il terzo posto nella Hot Country Songs. L'ultimo singolo, Love Take It Easy on Me, venne pubblicato nel 1982 dall'etichetta Elektra Records.
Successivamente si esibì assieme alla sorella fino alla fine degli anni '80, per diventare poi la presidentessa del fan club di Tanya.

## Discografia

### Album
- Get on My Love Train, 1974
- With All My Love, 1975
- Lovin' Somebody, 1976
- La Costa, 1977
- Changin' All the Time, 1980